# Leonardo Boff

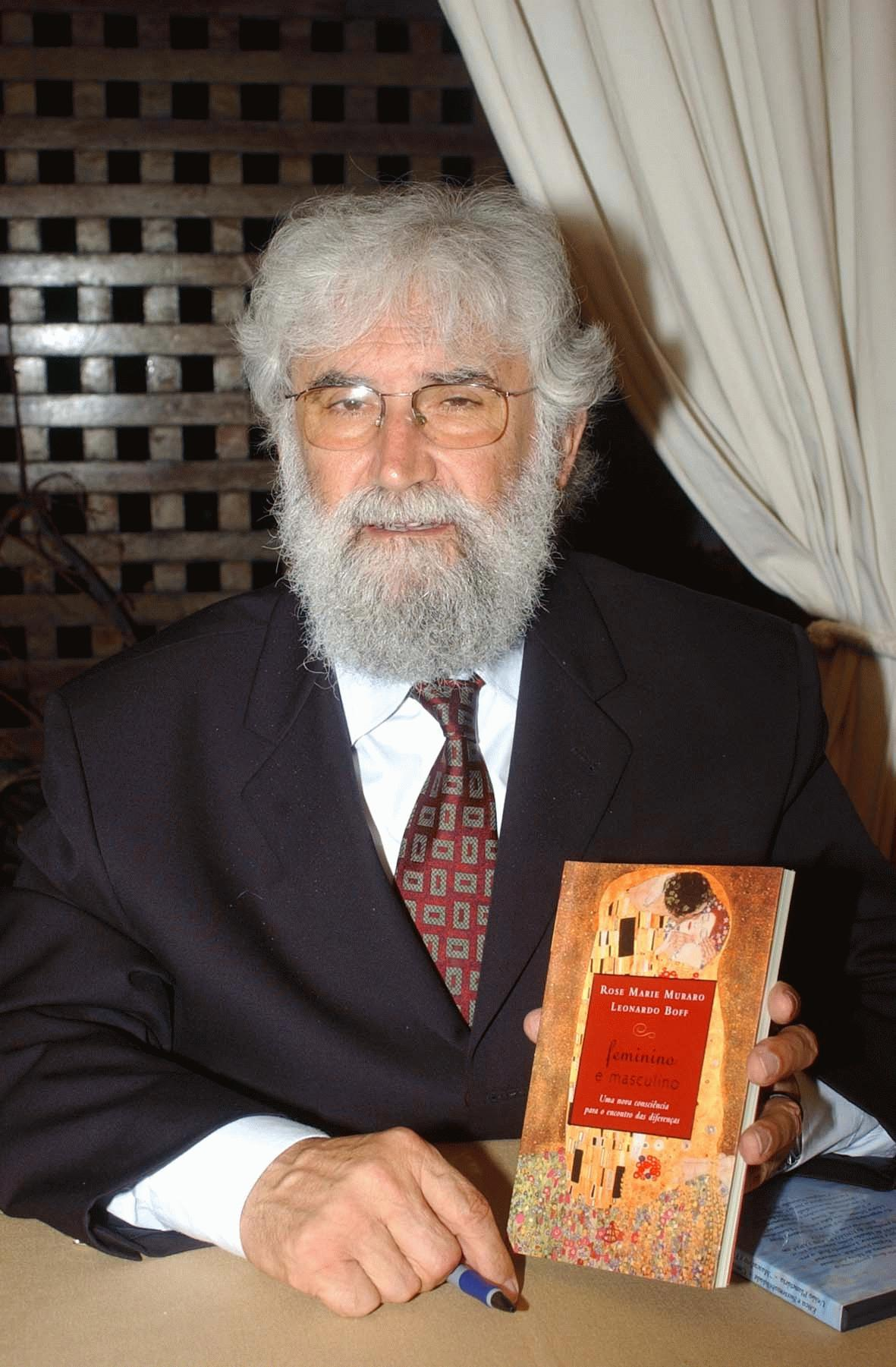
Leonardo Boff (2003)

Leonardo Boff (* 14. Dezember 1938 in Concordia, Santa Catarina) ist ein brasilianischer katholischer Theologe. Er ist einer der Hauptvertreter der Befreiungstheologie und versucht, seine Kirche auf die Verteidigung der Menschenrechte für die Armen und die Ökologie zu verpflichten.

## Leben

### Herkunft und akademischer Werdegang
Leonardo Boff, ist der Enkel italienischer Einwanderer aus Venetien, die Ende des 19. Jahrhunderts nach Rio Grande do Sul auswanderten.  Der jüngere Bruder von Leonardo Boff ist Clodovis Boff (* 1944). Als Sohn italienischer Einwanderer besuchte Boff die Schule in Concordia, danach in Rio Negro (Paraná) und in Agudos (São Paulo). 1959 trat er dem Franziskanerorden bei.
Er studierte Philosophie in Curitiba und Theologie in Petrópolis (Rio de Janeiro) bei Bonaventura Kloppenburg, Constantin Koser und  Paulo Evaristo Arns. 1964 erhielt Boff die Priesterweihe. Danach war er für Gaststudien an den Universitäten Würzburg, Löwen und Oxford und setzte von 1965 bis 1970 das Studium bei Karl Rahner, ein Jesuit der stark von Martin Heidegger beeinflusst wurde,  an der Ludwig-Maximilians-Universität München fort. Dort promovierte er 1970 bei Leo Scheffczyk in Dogmatik; der zweite Gutachter der Arbeit war Joseph Ratzinger. Nach Brasilien zurückgekehrt, trat Boff von 1970 bis 1991 die Nachfolge Bonaventura Kloppenburgs als Professor für Systematische Theologie an der Philosophisch-Theologischen Hochschule (Instituto Teológico Franciscano) in Petrópolis an. Daneben betreute er bei Vozes, dem größten katholischen Verlag in Lateinamerika, der auch viele seiner Bücher publizierte, den Bereich Religion und Theologie. Gleichzeitig war er Schriftleiter bei der theologischen Zeitschrift Revista Eclesiástica Brasileira.

### Auseinandersetzungen mit der Amtskirche
Im Jahr 1985 erteilte der Vatikan Boff ein einjähriges Rede- und Lehrverbot. Während dieses Jahres verfasste er weitere Bücher, die seine Christologie, Ekklesiologie und Sakramententheologie ausführten. Ratzinger erhob u. a. den Vorwurf, die Befreiungstheologie sei eigentlich ein Marxismus im christlichen Gewand und strebe ein sozialistisches Gesellschaftsmodell an, das nicht mit der Schöpfungsordnung vereinbar sei.
Nach dem Rede- und Lehrverbot vertrat die brasilianische Theologin Maria Clara Lucchetti Bingemer Boff an dessen Lehrstuhl im Franziskanischen Theologischen Institut in Petrópolis.
Im Jahr 1987 lobte Boff nach einer Reise in die Sowjetunion, der Sozialismus dort garantiere „bessere Voraussetzungen für ein wahrhaft christliches Leben“ als in den kapitalistischen Ländern.
Nachdem sich Boff weiterhin in verschiedenen Artikeln in der Revista Vozes mit dem Zölibat, der Machtausübung der römischen Kurie und der theologischen Inkompetenz einiger brasilianischer Bischöfe auseinandergesetzt hatte, wurde er 1991 erneut mit einer Disziplinarstrafe belegt. Nach einer Intervention Kardinal Ratzingers und des Bischofs von Petrópolis, José Fernandes Veloso, musste er die Leitung der katholischen Zeitung Revista Vozes niederlegen und seinen Wohnsitz in Petrópolis verlassen.
Im September 1991 ließ Boff wissen, dass er seinen Kampf gegen die Hierarchie der katholischen Kirche einstellen werde. Im Juni 1992 trat er schließlich aus dem Franziskanerorden aus und ließ sich in den Laienstand versetzen.

### Nach der Niederlegung des Priesteramtes
Nach der Aufgabe seines Priesteramts übernahm er 1992 einen eigens für ihn geschaffenen Lehrstuhl für Ethik und Spiritualität an der Staatsuniversität in Rio de Janeiro. Er widmete sich nun verstärkt seinen Aktivitäten als Theologe, Autor sowie der Führung von Verbänden und sozialen Bewegungen. Unter anderem dehnte er die Befreiungstheologie auf ökologische Fragen aus, um sie zu einer „Theologie des Lebens“ weiterzuentwickeln.
Boff, der fließend Deutsch spricht, übernahm auch zahlreiche Gastprofessuren, u. a. an den Universitäten Lissabon (Portugal), Salamanca (Spanien), Harvard (USA), Basel (Schweiz) und Heidelberg (Deutschland).
Er trat als Buchautor und Redakteur theologischer Fachzeitschriften in Erscheinung und war Mitglied der Theologenkommission der Brasilianischen Bischofskonferenz, der Konferenz der Orden in Brasilien und der Lateinamerikanischen Konferenz der Ordensleute. Er erhielt im Laufe seines akademischen Wirkens zahlreiche Ehrentitel.
2001 erhielt er mit drei anderen Preisträgern den Right Livelihood Award. Er schrieb mehr als 60 Bücher im Bereich der Theologie, Philosophie, Anthropologie und Mystik, darunter ein eigenständiges ökologisches „Weltethos“, eine humorvolle Erklärung der Sakramente, Bücher über die „Logik des Herzens“ und das „Mitgefühl“ als zentrale Ausgangspunkte für sozialistisches Engagement. Er spricht heute nicht mehr von „Befreiung“, sondern vom „Lebensschutz“ für die „Ausgeschlossenen“ und weist auf die gegenwärtige Realität seines Landes hin: Dort erhalte ein Drittel der Bevölkerung – allein 50 Millionen Menschen – keinerlei staatliche Hilfen gegen Kriminalität, Verhungern und Arbeitslosigkeit.
Im ökologischen Reservat Jardim Araras bei Petrópolis lebt er mit der Menschenrechtlerin Marcia Maria Monteiro de Miranda und ihren sechs Kindern aus erster Ehe zusammen.

## Der „Fall Boff“
Nachdem Boff bereits seit 1971 vom Vatikan wegen seiner abweichenden Lehrmeinung unter Beobachtung gestanden hatte, kam es mit dem Erscheinen von Kirche: Charisma und Macht (1981, deutsch 1985) zum offenen Konflikt mit der vatikanischen Kongregation für die Glaubenslehre. In dem Werk, das den Untertitel „Eine militante Ekklesiologie“ trug und eine Sammlung mehrerer früherer Schriften darstellte, polemisierte Boff u. a. gegen hierarchische und undemokratische Kirchenstrukturen und forderte eine revolutionäre und eindeutig auf der Seite der unterdrückten Klasse stehende Kirche. Die Publikation führte zum „Fall Boff“: Sein zweiter Doktorvater, der Franziskaner Bonaventura Kloppenburg, warf ihm öffentlich Häresie vor. Als Boff daraufhin an Ratzinger schrieb, den damaligen Präfekten der Glaubenskongregation, und ihn um Rat bat, erhielt er im Mai 1984 eine Vorladung nach Rom. Im September fand das Geheimgespräch mit der Kurie statt. Obwohl Boff danach rehabilitiert zu sein schien, wurde ihm von der Kongregation am 9. Mai 1985 für ein Jahr ein Rede- und Lehrverbot („Bußschweigen“) auferlegt. 1986 erhielt er die Lehrerlaubnis einen Monat vor Ablauf der Frist zurück.
Kern des Konflikts zwischen Boff und der Glaubenskongregation war nicht – wie bei anderen Befreiungstheologen – der Vorwurf eines Marxismus in christlicher Tarnung: vielmehr standen betont theologische Aussagen seines Buchs im Zentrum der vatikanischen Kritik. Denn er hatte die „wahre Kirche“ des Heiligen Geistes gegen die „falsche“ Kircheninstitution mit ihren Machtansprüchen über die Gläubigen gestellt und dabei ausdrücklich auf die Reformation Bezug genommen. Er kritisierte den dogmatischen Sakramentalismus und stellte ihm eine lebendige, prozessuale „Kirche der Armen“ gegenüber: In ihr – konkret in Gestalt von über 100.000 Basisgemeinden in Brasilien – fand er das echte „Sakrament des Heiligen Geistes“ mit dem „Charisma“ als „Organisationsprinzip“.
Ratzingers Vorladung benannte bereits die Konfliktpunkte: Er warf Boff vor, dass
- Jesus Christus für ihn keine bestimmte Kirchengestalt befohlen habe, sodass andere als das katholische Kirchenmodell aus dem Evangelium heraus denkbar würden,
- Offenbarung und Dogma bei ihm nur eine untergeordnete Rolle spielten, sodass kein ausreichender Schutz gegen häretische Verzerrung des christlichen Glaubens gegeben sei (Boff hatte in einem Kapitel sogar die befreienden Elemente des „Synkretismus“ der Volksfrömmigkeit gelobt);
- Boff historischen Machtmissbrauch der Kircheninstitution unnötig polemisch und respektlos beschrieben und der Kircheneinheit damit geschadet habe.

Nach seiner Rechtfertigung vor der Kurie erklärte Boff, dass er das Dogma als Schutz vor Häresie anerkannt habe; jedoch sei es der lebendige Heilige Geist selber, der die Kirche vor häretischer Erstarrung in „zeitlosen Wahrheiten“ schütze. Die zeitlose Auffassung des Dogmas könne nur zum Verlust des Glaubens führen. Boff kritisierte die gesellschaftliche Funktion der Kirchenhierarchie weiterhin scharf und warf ihr seinerseits „religiöse Ausbeutung“ der Hoffnungen des armen Volkes vor. „Von oben“ angebotene Vergebung zeigten ein paternalistisches Sakramentsverständnis: „Die Kirche der Reichen für die Armen verneint die Macht des Volkes, sich zu befreien.“ Die Kurie verweigere den Dialog mit dem Volk selbst; europäisch geprägte Theologen könnten die reale Glaubenserfahrung der Armen in den Slums nicht nachvollziehen. Ihre Dominanz könne nur zu weiterer Marginalisierung der Armen, politischer Machtkonzentration und kirchlich-institutioneller Hybris führen. Dagegen wollte er die Macht der Kirche im „Dienst“ der lebendigen, sich verändernden Kirche der Armen, die ihr Leben mit dem Volk teilt und Privilegien abbaut, begründen.

## Lehre

### Politische Ansichten
Boff steht der weltlichen Macht kritisch gegenüber, ebenso wie der US-amerikanischen Außenpolitik. Er lehnte den Irakkrieg ab und vertrat die Ansicht, dass die Führung von George W. Bush und Ariel Sharon der von „fundamentalistischen Terroristenstaaten“ ähnelt. Er kritisiert auch despotische Herrscher im Nahen Osten und sagt: „Diese [Emire und Könige] sind despotisch, sie haben nicht einmal eine Verfassung. Obwohl sie extrem reich sind, halten sie das Volk in Armut.“

### Ökologie
Für Leonardo Boff ist Franz von Assisi der „westliche Archetyp des ökologischen Menschen“, in dem sich die „Summe aller ökologischen Kardinaltugenden“ verwirkliche.
In seiner Rede auf dem dritten Weltforum für Theologie und Befreiung in Belém im Januar 2009 bekannte sich Leonardo Boff zur Gaia-Hypothese des Wissenschaftlers James Lovelock, der behauptet, dass die Erde wie ein selbstregulierender Superorganismus funktioniert. „Ökologie muss nicht als ein technisches Verfahren zur Verwaltung von Ressourcen verstanden werden, sondern als eine Kunst, ein neues Paradigma für die Beziehung der Menschen zur Erde und zur Natur“, sagte Leonardo Boff. „Andernfalls wird die Erde weitergehen, aber ohne uns, ohne Menschen“. 2010 lehnte er, wie viele andere Persönlichkeiten auch, den Belo Monte-Staudamm öffentlich ab.

### Spiritualität
Boff beschreibt die Sehnsucht als eine „anthropologische Grundausstattung“ des Menschen, die darauf abzielt, die Begrenzungen der menschlichen Existenz zu überwinden und nach Fülle und Ganzheit zu streben. In seinem Buch "Sehnsucht nach dem Unendlichen" betont er, dass diese Sehnsucht nicht auf ein Jenseits gerichtet ist, sondern vielmehr ein „Prinzip Hoffnung“ für das Diesseits darstellt. Sie ermächtigt den Menschen, sich auf eine bessere Zukunft zu konzentrieren und die Beschränkungen der Gegenwart zu überwinden. Boff verbindet diese Sehnsucht mit einer Spiritualität, die auf Erfahrung und Transzendenz fußt.

## Auszeichnungen
- 1985: Herbert Haag Preis Freiheit in der Kirche, Preis für Freiheit in der Kirche, Luzern, Schweiz[9]
- 1987: Internationaler Alfonso-Comin-Preis, verliehen von der Alfonso-Comin-Stiftung und dem Stadtrat von Barcelona für sein Engagement in der Gemeinschaft und für die Rechte der Armen und Ausgegrenzten.[10]
- 1988: Preis für Jésus Christ Libérateur. Paris, als religiöses Buch des Jahres in Frankreich[11]
- 2001: wurde er mit dem Right Livelihood Award, auch bekannt als Alternativer Nobelpreis, ausgezeichnet[12]
- 2009: erhielt er die Ehrendoktorwürde der Theologischen Fakultät der Universität Neuenburg
- 2016: Carl Friedrich von Weizsäcker-Medaille.
- 2016: erhielt er die Ehrendoktorwürde der Nationalen Universität von La Plata (UNLP) an der Fakultät für Journalismus und soziale Kommunikation.

## Zitate
- „Wenn wir uns nicht ändern, werden wir aussterben wie die Dinosaurier.“[13]
- „In ein paar Jahren werden wir alle Sozialisten sein – entweder wir teilen das wenige, was wir haben, oder es wird für niemanden mehr etwas geben.“[13]
- „Heute werden neue Pfarrer ganz in der Mentalität des Vatikans ausgebildet – nach innen gewendet, ohne Interesse an sozialen Fragen.“[14]
- „Arm ist man nicht, arm wird man gemacht.“[15]

## Werke (Auswahl)
- Die Kirche als Sakrament im Horizont der Welterfahrung: Versuch einer Legitimation und einer strukturfunktionalistischer Grundlegung der Kirche im Anschluss an den II. Vatikanischen Konzil (= Konfessionskundliche und kontroverstheologische Studien, Band 28), Bonifacius-Druckerei, Paderborn 1972, ISBN 3-87088-063-5.
- Die Neuentdeckung der Kirche: Basisgemeinden in Lateinamerika (= Grünewald-Reihe). Grünewald, Mainz 1980, ISBN 3-7867-0802-9 (Originaltitel: Eclesiogênese. Übersetzt von Horst Goldstein).
- Was kommt nachher. Das Leben nach dem Tode. Müller, Salzburg 1982, ISBN 3-7013-0646-X.
- Ave Maria. Das Weibliche und der Heilige Geist. Patmos, Düsseldorf 1982, ISBN 3-491-77253-2.
- Kirche: Charisma und Macht. Studien zu einer streitbaren Ekklesiologie. Patmos, Düsseldorf 1985, ISBN 3-491-77293-1.
- Mit Clodovis Boff: Wie treibt man Theologie der Befreiung? Patmos Verlag, Düsseldorf 1986, ISBN 3-491-77653-8.
- Der Fall Boff. Eine Dokumentation. Patmos, Düsseldorf 1988, ISBN 3-491-77640-6.
- Jesus Christus, der Befreier. Herder, Freiburg im Breisgau 1989, ISBN 3-451-20719-2.
- Kleine Trinitätslehre. Patmos, Düsseldorf 1990, ISBN 978-3-491-77788-0.
- Unser Haus die Erde. Den Schrei der Unterdrückten hören. Patmos, Düsseldorf 1996, ISBN 3-491-77984-7.
- Die Logik des Herzens. Wege zu neuer Achtsamkeit. Patmos, Düsseldorf 1999, ISBN 3-491-72422-8.
- Schrei der Erde, Schrei der Armen. Patmos, Düsseldorf 2002, ISBN 3-491-70354-9.
- Kleine Sakramentenlehre. Patmos, Düsseldorf 2003, ISBN 3-491-77054-8.
- Haus aus Himmel und Erde – Erzählungen der brasilianischen Urvölker. Patmos, Düsseldorf 2003, ISBN 3-491-45015-2.
- Gott erfahren. Die Transparenz aller Dinge. Patmos, Düsseldorf 2004, ISBN 3-491-70374-3.
- Der Herr ist mein Hirte. Psalm 23 ausgelegt von L. B. Patmos, Düsseldorf 2005, ISBN 3-491-70388-3.
- Fundamentalismus und Terrorismus. Vandenhoeck & Ruprecht, Göttingen 2007, ISBN 978-3-525-56443-1.
- Tugenden für eine bessere Welt. Butzon & Bercker, Kevelaer 2009, ISBN 978-3-7666-1285-4.
- Die Erde ist uns anvertraut. Butzon & Bercker, Kevelaer 2010, ISBN 978-3-7666-1355-4.
- Sehnsucht nach dem Unendlichen: Spirituell leben, Herder, Freiburg im Breisgau 2012, ISBN 978-3-451-06431-9.
- Zukunft für Mutter Erde. Warum wir als Krone der Schöpfung abdanken müssen. Vorwort Heiner Geißler. Claudius, München 2012, ISBN 978-3-532-62427-2.
- Achtsamkeit. Von der Notwendigkeit, unsere Haltung zu ändern. Claudius, München 2013, ISBN 978-3-532-62432-6.
- Der Heilige Geist: Feuer Gottes – Lebensquell – Vater der Armen. (Originaltitel: O Espírito Santo, übersetzt von Bruno Kern). Herder, Freiburg im Breisgau 2014, ISBN 978-3-451-33339-2.
- Befreit die Erde! Eine Theologie für die Schöpfung. kbw, Bibelwerk, Stuttgart 2015, ISBN 978-3-460-32136-6 (Originaltitel: Liberare la terra. Übersetzt von Gabriele Stein).
- Befreite Schöpfung. Kosmologie - Ökologie - Spiritualität, Kaevelar (Butzon und Bercker) 2016 ISBN 978-3-7666-2269-3